# Tieton (Washington)
Tieton es una Pueblo ubicada en el condado de Yakima en el estado estadounidense de Washington. En el año 2000 tenía una población de 1.154 habitantes y una densidad poblacional de 585,6 personas por km².

## Geografía
Tieton se encuentra ubicada en las coordenadas 46°42′11″N 120°45′21″O / 46.70306, -120.75583.

## Demografía
Según la Oficina del Censo en 2000 los ingresos medios por hogar en la localidad eran de $30.052, y los ingresos medios por familia eran $34.583. Los hombres tenían unos ingresos medios de $24.750 frente a los $18.750 para las mujeres. La renta per cápita para la localidad era de $12.439. Alrededor del 17,9% de la población estaban por debajo del umbral de pobreza.